# Тюкарёри
Тюкарёри  (яп. 中華料理 тю:карё:ри, букв. «китайская кухня»), или просто тюка (яп. 中華 тю:ка) — блюда, пришедшие из Китая в Японию и изменившиеся за многие годы под вкусы японцев. Многие японцы ошибочно считают, что это настоящие китайские блюда, но в Китае нигде не готовят их таким же образом и из тех же ингредиентов, и китайцы не признают их за родные. В некоторых случаях из всего блюда «китайским» может быть только лапша, в остальном это полностью японские, в случае хияси-тюка, или даже европейские ингредиенты, например ветчина.
В странах СНГ под словом тюка (чукка, чука) ошибочно понимают водоросли, хотя на самом деле это может быть блюдо, не имеющее отношение к салату.

## Примеры блюд
- Тяхан[англ.]
- Мабодофу
- Гёдза
- Караагэ

## Галерея
- Рамэн
- Хияси-тюка